# Северная провинция (Замбия)
Се́верная прови́нция (англ. Northern Province) — одна из 10 провинций Замбии. Административный центр — город Касама. В ноябре 2011 года 4 района (Чинсали, Исока, Мпика и Наконде) перешли в состав образовавшейся провинции Мучинга.

## География
Граничит с провинцией Луапула (на западе) и провинцией Мучинга (на востоке), а также с государствами Демократическая Республика Конго (на севере) и Танзанией (на северо-востоке).
На территории провинции расположено 3 крупных озера: Бангвеулу и прилегающие к нему болота, Мверу-Вантипа и обширное озеро Танганьика (на севере), которое составляет часть замбийской границы с Конго и Танзанией.

## Население
По данным на 2010 год население провинции составило 1 105 824 человека. Прирост населения (4,3 %) — самый высокий в стране. Почти 13 % населения Северной провинции проживает в её административном центре — городе Касама. Большая часть населения проживает в сельской местности. Наиболее распространённый язык провинции — бемба.

## Административное деление

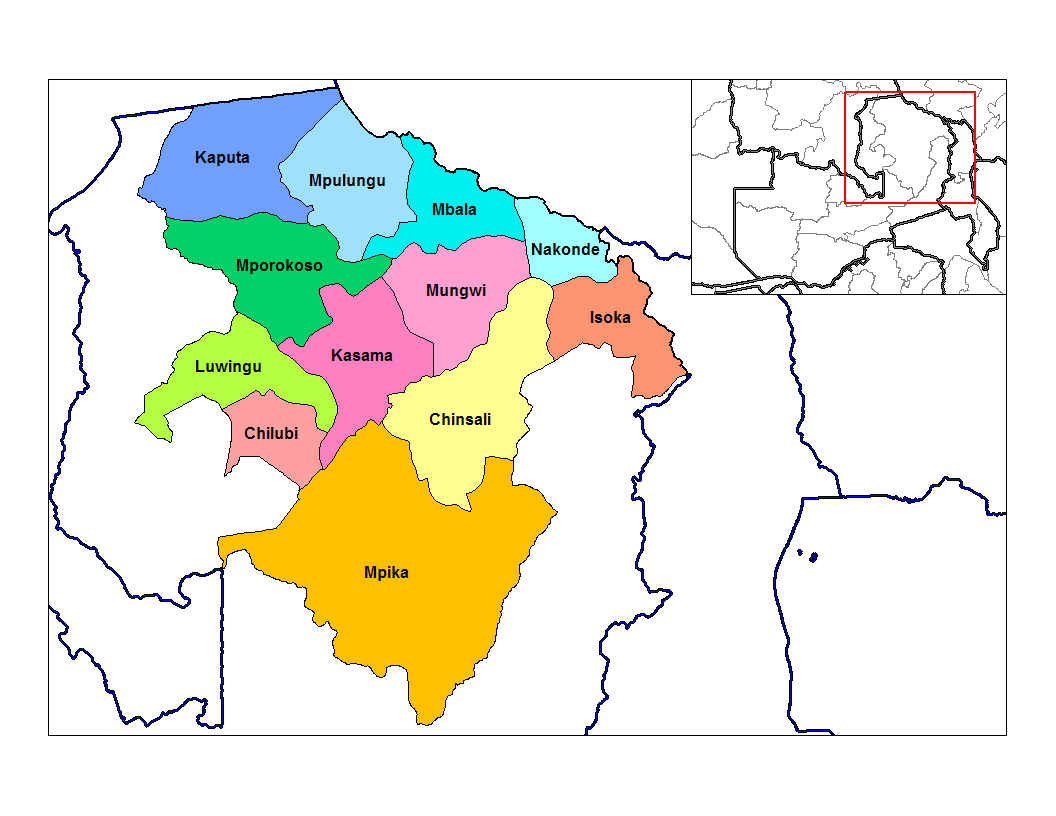
Карта административного деления

В административном отношении делится на 8 районов.
- Чилуби
- Капута
- Касама
- Лувингу
- Мбала
- Мпорокосо
- Мпулунгу
- Мунгви

## Экономика
Инфраструктура коммуникаций провинции весьма бедна. Дорожная сеть находится в плохом состоянии.